# أرينجة ميندورية
أرينجة ميندورية (الاسم العلمي:Arenga mindorensis) هي نوع من النباتات تتبع جنس الأرينجة من الفصيلة الفوفلية.